# Stéphane Augé
Pour les articles homonymes, voir Augé.

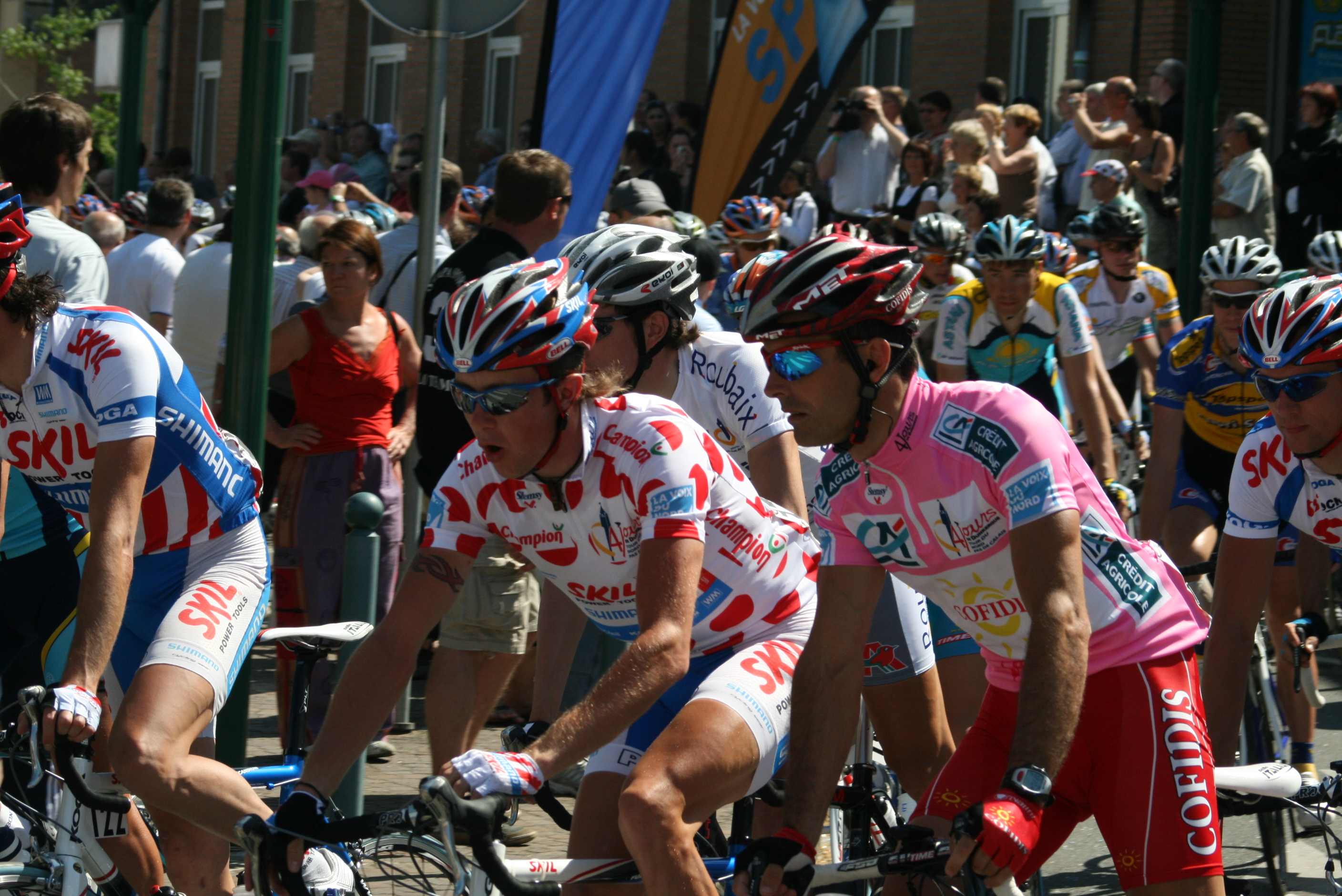
Stéphane Augé (à droite), revêtu du maillot rose durant les Quatre Jours de Dunkerque 2008.

Stéphane Augé, né le 6 décembre 1974 à Pau, est un coureur cycliste français. Il a été professionnel de 2000 à 2010. Réputé pour son comportement offensif, il a notamment remporté Cholet-Pays de Loire en 2007 et les Quatre Jours de Dunkerque en 2008. Il a participé à huit Tour de France et deux championnats du monde sur route. Il met fin à sa carrière de coureur en 2011 pour devenir directeur sportif au sein de l'équipe Cofidis jusqu'en 2016.
Son fils Ronan est également coureur cycliste. 

## Biographie
En 1999, Stéphane Augé évolue au sein du Vélo-Club de Roubaix. Pour sa dernière saison dans les rangs amateurs, il gagne le Circuit des vins du Blayais, une étape du Tour Nivernais Morvan ainsi que deux étapes du Ruban granitier breton. Il devient ensuite coureur professionnel en 2000, à l'âge de 25 ans, dans l'équipe Festina. Il obtient cette année-là la première victoire de sa carrière professionnelle, une étape du Tour du Poitou-Charentes. 
L'équipe Festina disparaît en fin d'année 2001. Stéphane Augé rejoint alors Jean Delatour. Avec cette équipe, il participe en juillet 2002 à son premier Tour de France, qu'il termine à la 115e. Il gagne une étape du Tour d'Allemagne cette année-là. 
En 2003, Stéphane Augé est recruté par l'équipe Crédit agricole. Il y court deux saisons, durant lesquelles il n'obtient aucune victoire.
En 2005, il rejoint l'équipe Cofidis. Vainqueur d'étape du Tour du Limousin et du Tour de Pologne en 2006, il gagne en 2007 Cholet-Pays de Loire, manche de la Coupe de France. En juillet, durant son cinquième Tour de France, il se voit attribuer le prix de la combativité lors de la première étape, puis porte le maillot à pois pendant deux jours, grâce à sa présence dans une autre échappée lors de la 3e étape. En fin de saison, il est sélectionné pour la première fois en équipe de France pour le championnat du monde sur route.
En 2008, Stéphane Augé gagne la seule course par étape de son palmarès, les Quatre Jours de Dunkerque. Vainqueur de la première étape à l'issue d'une échappée avec Clément Lhotellerie, il conserve le maillot rose jusqu'à la fin de la course. En septembre, il remporte une étape du Tour d'Allemagne. Il participe à nouveau au championnat du monde avec l'équipe de France. En 2009, il porte à nouveau le maillot à pois du Tour de France, à l'issue de la 6e étape, durant laquelle il figure dans un groupe d'échappés et passe en tête de trois côtes. En 2010, Stéphane Augé participe à son huitième et dernier Tour de France. Lors de la 11e étape, il obtient un nouveau prix de la combativité, en étant à l'initiative d'une échappée partie du troisième kilomètre et reprise à 23 km de l'arrivée,.
Il annonce la fin de sa carrière le 4 janvier 2011. Il devient directeur sportif dans l'équipe Cofidis et crée la marque de vêtements Grupetto.
En août 2016, il participe à la co-présentation, avec Claire Bricogne, du Tour de l'Utah pour la chaîne L'Équipe 21.

## Palmarès

### Palmarès amateur
- 1996
  - Trophée des Bastides
  - 5e étape du Tour du Béarn
  - 2e du Circuit de la Chalosse
  - 3e du Tour du Canton de Mareuil
- 1998
  - Championnat du Lyonnais
  - 3e étape du Circuit berrichon
  - 2e de la Ronde du Canigou
- 1999
  - Circuit des Vins du Blayais
  - 2e et 9e étapes du Ruban granitier breton[2]
  - 2e étape du Tour Nivernais Morvan
  - 2e de Paris-Chauny

### Palmarès professionnel
- 2000
  - 5e étape du Tour du Poitou-Charentes
- 2002
  - 6e étape du Tour d'Allemagne
- 2006
  - 3e étape du Tour du Limousin
  - 5e étape du Tour de Pologne
- 2007
  - Cholet-Pays de Loire
- 2008
  - Quatre Jours de Dunkerque :
    - Classement général
    - 1re étape

  - 7e étape du Tour d'Allemagne
- 2010
  - 3e du Grand Prix de Plumelec-Morbihan

## Résultats sur les grands tours

### Tour de France
8 participations
- 2002 : 115e
- 2003 : abandon
- 2005 : 121e
- 2006 : 123e
- 2007 : abandon de l'équipe Cofidis
- 2008 : 139e
- 2009 : 136e et porteur du maillot à pois durant une journée
- 2010 : 153e

### Tour d'Espagne
1 participation
- 2007 : 126e

## Classements mondiaux
| Année                  | 2006 | 2007 | 2008 | 2009 | 2010 |
| ---------------------- | ---- | ---- | ---- | ---- | ---- |
| Classement ProTour     | 183e |      | 120e |      |      |
| Calendrier mondial UCI |      |      |      | 265e |      |
| UCI Europe Tour        |      |      |      |      | 362e |